# St. Johannes der Täufer und St. Johannes der Evangelist (Frankenwinheim)

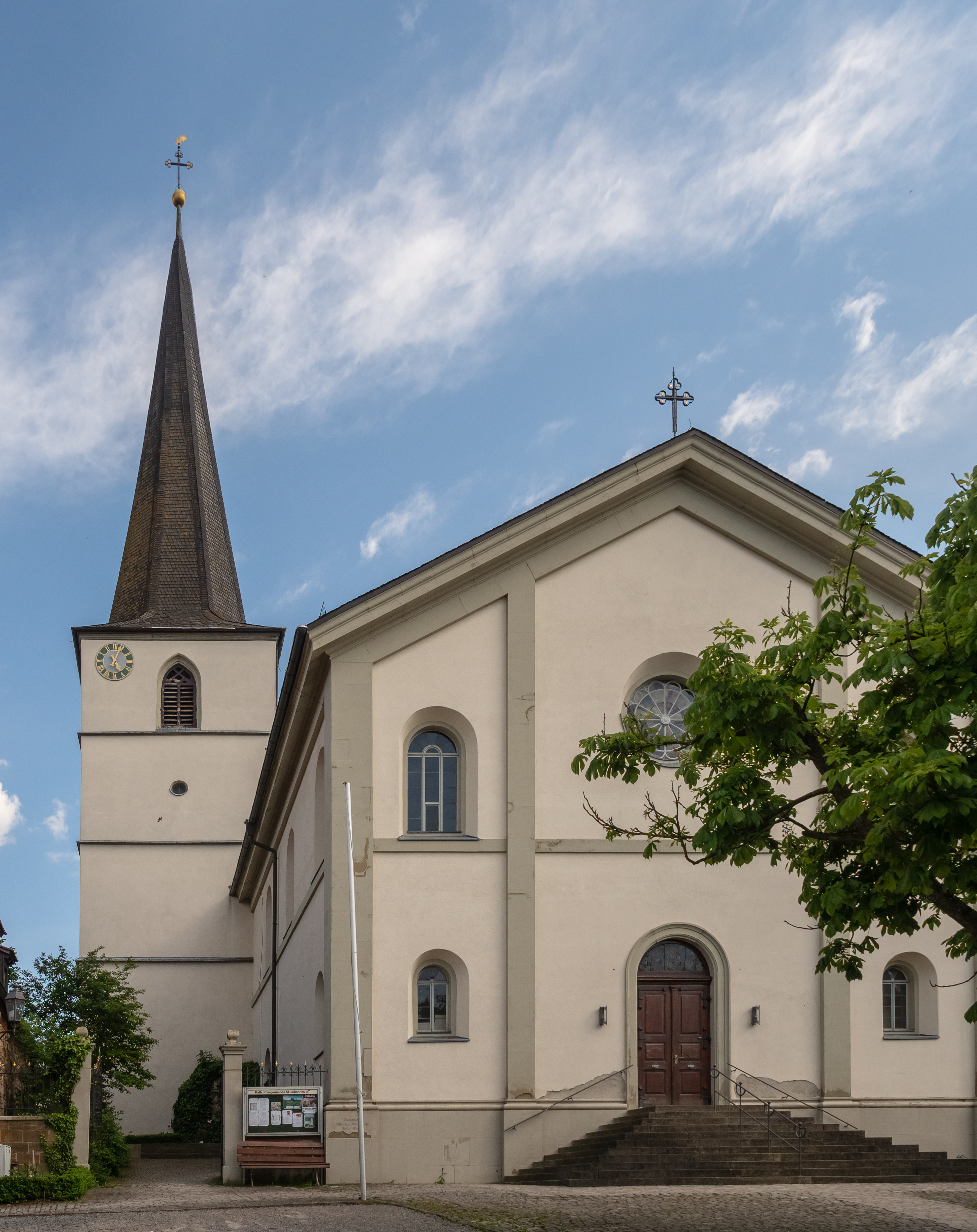
St. Johannes der Täufer und St. Johannes der Evangelist (Frankenwinheim)

Die römisch-katholische Pfarrkirche St. Johannes der Täufer und St. Johannes der Evangelist ist ein denkmalgeschütztes Kirchengebäude, das in Frankenwinheim steht, einer Gemeinde im Landkreis Schweinfurt (Unterfranken, Bayern). Das Bauwerk ist unter der Denkmalnummer D-6-78-130-1 als Baudenkmal in der Bayerischen Denkmalliste eingetragen. Die Pfarrei gehört zur Pfarreiengemeinschaft St. Franziskus am Steigerwald (Gerolzhofen) im Dekanat Schweinfurt-Süd des Bistums Würzburg.

## Beschreibung
Der Julius-Echter-Turm stammt im Kern von 1491. Er wurde 1608 um ein Geschoss aufgestockt, das die Turmuhr und den Glockenstuhl beherbergt, und mit einem achtseitigen, schiefergedeckten Knickhelm bedeckt. Das mit einem Satteldach bedeckte Langhaus der Saalkirche und die halbrunde Apsis wurden erst 1836 angefügt. Die Kirchenausstattung stammt aus der Bauzeit des Langhauses. Die Orgel auf der Empore hinter dem Portal hat 16 Register, zwei Manuale und ein Pedal und wurde 1837 Balthasar Schlimbach gebaut, die 1952 durch eine Orgel von Michael Weise mit Freipfeifenprospekt ersetzt wurde.